# Чорноброва Вікторія Григорівна
Чорнобро́ва Вікто́рія Григо́рівна (нар. 22 лютого 1970 року, Романова Балка, Миколаївська область) — українська поетеса, лауреат премії імені Богдана-Ігоря Антонича.

## Життєпис
Народилась 22 лютого 1970 року в селі Романова Балка Первомайського району Миколаївської області. З дитячих років писала вірші. Закінчивши середнью школу навчалася на факультеті театрального мистецтва Московського народного університету мистецтв. У 1990 році перемогла у республіканській олімпіаді з української літератури (за експериментом Міністерства освіти України і кафедри історії української літератури); вступила на філологічний факультет Київського університету ім. Т. Г. Шевченка, але була змушена завершити навчання, оскільки майже втратила слух .
1999 року у Німеччині Українська діаспора Європи підтримала видання першої книжки поетеси. З 2000 року Член Національної Спілки письменників України.
Вікторія Григорівна друкувалася в журналі «Основа», у збірках «Боян — 97», «Привітання життя — 25».
Працює вчителем народознавства у Романобалківській середній школі.

## Творчість
Поет Валерій Бойченко так охактеризував її творчість: «…Поетичне мислення Вікторії Чорнобрової вражає зануреністю в історичні ремінісценції — вони ростуть не лише з відомого фольклору чи знання рідної історії, а й з пам'яті про найдавніших предків, зі сторінок Євангелія та давніх наших літописів, і водночас — із прадавньої „Велесової Книги“ та відроджуваної нині давньої нашої міфології. Час від часу поезії Вікторії Чорнобрової пронизують іскрини її власної нелегкої долі, яка співзвучна з давніми та нинішніми негараздами України. Бачить вона себе на тлі широкого світу, чи не всієї Європи, і тоді «голосить Європа моїми сльозами…, понад усіма країнами голосить зболіла муза Русі…, і гріється людська історія побіля моїх плачів».

### Бібліографічний опис творів
- Чорноброва В. Плач українки : поезія / В. Чорноброва ; упоряд. І. Калинець. - Париж ; Львів ; Цвікау [б.в.], 1999. - 52 с. - (Бібліотека альманаху українців Європи «Зерна» ; 9 ).
- Чорноброва В. Калинова книга : поезія / В. Чорноброва. - К. : Гранослов, 2001. - 44 с.
- Чорноброва В. Молюсь за тебе, Україно : вірші / В. Чорноброва // Золота арфа. Вип. 1.- Миколаїв, 2001. - С. 20-21.
- Чорноброва В. Собор українців - бужан у моїх сльозах / В. Чорноброва. - Б.м. : [б. в.], [2002] - 165 с. : іл. - 10-річчю Незалежності України і 325-річчю м. Первомайська присвяч.
- Чорноброва В. Вірші / В. Чорноброва // Література рідного краю : Письменники Миколаївщини : посібник-хрестоматія / ред. Н.М. Огренич. - Миколаїв, 2003. - С. 204-207.
- Чорноброва В. Вірші / В. Чорноброва // Миколаївський оберіг. - Миколаїв, 2004. - С. 331-344.
- Чорноброва В. Не полиш мене Господи ; Як блудна дочка Скіфів…; Оселя : вірші / В. Чорноброва // Южная правда. - 2004. - 28 окт. - С.5.
- Чорноброва В. Спіши додому, сину... : з поетичного збірника «Діти Прибужжя» / В. Чорноброва // Южная правда. - 2008. - 16 окт. - С. 5.

## Нагороди і відзнаки
- Лауреат літературної премії ім. Богдана-Ігоря Антонича за рукопис поетичної збірки своєрідної форми та змісту «Плач українки» (1995)[2].
- Переможець обласного конкурсу молодих літераторів «Золота арфа» (1995)[2].
- Переможець Міжнародного конкурсу молодих українських літераторів «Гранослов»[2].
- Стипендіат американсько-українського видавництва «Смолоскип» та «Об'єднання українців в Америці»(США)[2].